# Concentracions "Per un servei digne per a tothom"
Les concentracions "Per un servei digne per a tothom" van tenir lloc de manera simultània a Tortosa, Tarragona, Segur de Calafell, Valls, Lleida, Cardedeu i la Garriga --a les quals s'hi van sumar a última hora municipis com Molins de Rei o Figueres-- el dissabte 22 de març de 2025 a les dotze del migdia, que foren convocades per diferents plataformes d'usuaris de trens d'arreu de Catalunya, en concret per: Trens Dignes Terres de l'Ebre-Priorat, Dignitat a les Vies, Perquè no ens fotin el tren (R3), Salvem l'R2 Nord, l'Associació per a la Promoció del Transport Públic, l'Associació d'Amics del Ferrocarril de Valls i Usuaris Avant Catalunya.
Aquesta concentració unitària es va precipitar després de la setmana negra que va patir la xarxa ferroviària catalana, just després l'obertura del túnel de Roda de Berà, després de cinc mesos s'obres.